# 24 óra a halálig
A 24 óra a halálig (eredeti cím: 24 Hours to Live) 2017-ben bemutatott amerikai akció-thriller, amelyet Brian Smrz rendezett. A forgatókönyvet Zach Dean, Jim McClain és Ron Mita írták, producerei Mark Gao, Basil Iwanyk és Gregory Ouanhon. A főszerepekben Ethan Hawke, Rutger Hauer, Xu Qing, Paul Anderson és Liam Cunningham láthatóak. A film zenéjét Tyler Bates szerezte. Gyártója a Thunder Road Pictures és Fundamental Films, forgalmazója a Saban Films.
Az Amerikai Egyesült Államokban 2017. október 26-án, Magyarországon pedig 2017. december 21-én mutatták be a moziban.

## Rövid történet
Egy hivatásos bérgyilkos bosszút áll és megváltást keres, miután halálosan megsebesül, és egy újonnan kifejlesztett technológia segítségével 24 órára visszahozzák az életbe.

## Szereplők
| Szereplő | Színész         | Magyar hang       |
| --- | --------------- | ----------------- |
| Travis Conrad | Ethan Hawke     | Kaszás Gergő      |
| Lin Bisset | Xu Qing         | Nemes Takách Kata |
| Wetzler | Liam Cunningham | Fodor Tamás       |
| Frank | Rutger Hauer    | Barbinek Péter    |
| Jim Morrow | Paul Anderson   | Király Attila     |
| További magyar hangok |                 |                   |
| Bertalan Ágnes, Bognár Tamás, Dobó Enikő, Hábermann Lívia, Horváth-Töreki Gergely, Kretz Boldizsár, Orosz Ákos, Réti Szilvia, Suhajda Dániel, Vida Bálint, Welker Gábor |                 |                   |

## Megjelenés
A Saban Films 2017. december 1-jén mutatta be a filmet VOD-on és a mozikban. A 24 óra halálig világszerte 5,8 millió dolláros bevételt hozott a mozikban, a DVD/Blu-ray eladások pedig 1,7 millió dollárt hoztak.